# Freiherr-vom-Stein-Turm (Hagen)

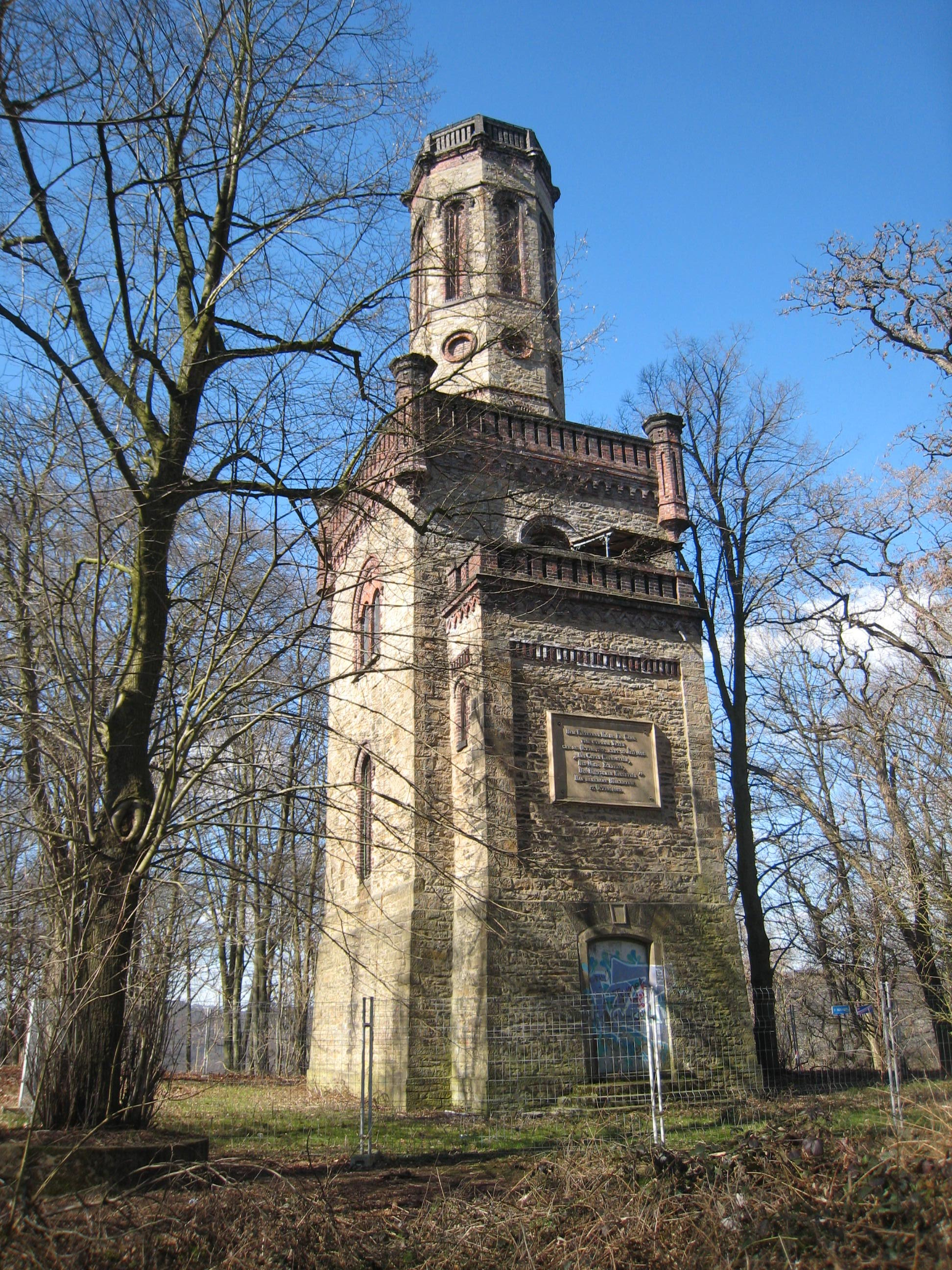
Der Turm 2008

Der Hagener Freiherr-vom-Stein-Turm zur Erinnerung an Heinrich Friedrich Karl Freiherr vom Stein befindet sich auf dem Kaisberg in Hagen-Vorhalle.
Auf Initiative von Friedrich Harkort wurde am 19. Oktober 1856 zunächst ein Holzturm errichtet, der Wanderer zum Spenden anregen sollte.
Das Westfälische Komitee zur Errichtung eines Denkmals für den Freiherrn vom Stein erhielt innerhalb dieser Jahre genügend Spenden, um schließlich den vom Architekten Friedrich Schmidt aus Haspe im Neorenaissance-Stil entworfenen steinernen Turm im Oktober 1869 einweihen zu können.
Die Inschrift lautet: Des Guten Grundstein. Des Bösen Eckstein. Des Deutschen Volkes Edelstein. Das dankbare Bürgertum dem Andenken des Reichsfreiherrn Heinrich Friedrich Karl vom und zum Stein 1869.
Nicht mehr erhalten sind die Ruhmeshalle (mit Büsten des Freiherrn von Stein, des Pädagogen Adolph Diesterweg, des Schulreformers Bernhard Christoph Ludwig Natorp, des Industriellen Friedrich Harkort und des Hagener Landrats Friedrich Carl Heinrich Gerstein) und eine Gaststätte neben dem Turm.
Im Jahre 2010 wurde der Turm saniert und ist seit Herbst 2017 wieder zu betreten.
Im März 2021 ist die Zugangstür zum Turm zugeschweißt.